# Laccophilus uncletan
Laccophilus uncletan is een keversoort uit de familie waterroofkevers (Dytiscidae). De wetenschappelijke naam van de soort is voor het eerst geldig gepubliceerd in 2005 door Hájek & Stastný.